# 박남준
박남준(朴南濬, 1957년 8월 30일 ~ )은 대한민국의 시인이다.  ‘은둔의 시인’, ‘자연의 시인’, 
‘지리산 시인’이라 불린다.

## 이력
1957년 전라남도 영광군 법성포에서 태어나 법성상고를 졸업했다. 전주대학교 영문학과를 졸업했으며 1984년 ‘시인’지에 〈할매는 꽃신 신고 사랑노래 부르다가〉 등을 발표하며 등단했다.
1991년 박남준은 모악산에 전업작가로 살아가겠다고 전주시 모악산으로 들어갔다. 경제적으로 궁핍했지만, 텃밭을 일구며 시를 쓰고, 한 달에 단 두 편의 원고를 써서 받는 30만원 정도로 생활했다. 그나마도 생활비 15만원을 빼고 남은 돈은 모두 기부한다. 그의 통장에는 ‘관값’이라고 불리는 200만 원이 들어 있으며, 혹 통장에 200만 원 이상 들어 있으면 나머지 돈은 찾아서 또 기부한다.
2003년 9월, 박남준은 12년 동안 살아온 모악산방을 떠나, 경남 하동의 악양면 동매마을로 거처를 옮겼다. 동매마을은 지리산 자락의 외진 마을이다.
승려 도법이 이끄는 생명평화탁발순례에 1년간 참여하기도 했고, 새만금 간척사업에 반대하는 삼보일배에 동참하기도 했다. FTA 반대운동에 참여하기도 하면서 사회운동에도 참여해 왔다. 2008년 봄에는 종교인·일반 시민·동료 시인 이원규와 함께 ‘한반도 대운하 건설 반대’를 슬로건으로 내걸고 한강과 낙동강, 영산강과 금강 일대를 100일 이상 걸었다.
2012년 발표된 정태춘, 박은옥의 '바다로 가는 시내버스' 앨범의 수록곡인 '섬진강 박시인'의 모델이다.
전주시 예술가상과 거창 평화인권문학상, 천상병 시문학상, 아름다운 작가상, 조태일문학상, 임화문학예술상 등을 받았다.

## 저서

### 시집
- 《세상의 길가에 나무가 되어》(황토, 1990)
- 《풀여치의 노래》(푸른숲, 1992)
- 《그 숲에 새를 묻지 못한 사람이 있다 》(창비, 1995)
- 《다만 흘러가는 것들을 듣는다》(문학동네, 2005)
- 《적막》(창비, 2005)
- 《그 아저씨네 간이 휴게실 아래 》(실천문학사, 2010)
- 《중독자》(펄북스, 2015) ISBN 9791195572519
- 《박남준 시선집》(펄북스, 2017)
- 《어린 왕자로부터 새드 무비》(걷는사람, 2021)

### 산문집
- 《쓸쓸한 날의 여행》(서해문집, 1993)
- 《작고 가벼워질 때까지》(실천문학사, 1998)
- 《별의 안부를 묻는다 》(자음과모음, 2000)
- 《나비가 날아간 자리》(광개토, 2001)
- 《박남준 산방 일기》(조화로운삶, 2007)
- 《깊고 푸른 바다를 보았지》(실천문학사, 2009), 유용주, 안상학, 한창훈 공동 저
- 《꽃이 진다 꽃이 핀다》(삼인, 2010)
- 《스님, 메리 크리스마스》(한겨레출판, 2013)
- 《하늘을 걸어가거나 바다를 날아오거나》(한겨레출판, 2017)

### 동화에세이
- 《안녕♡바오(내 친구 어린 바오밥 나무에게)》(기역, 2024)